# Zāvehkūh
Zāvehkūh (persiska: زاوِهكوه, زاوه کوه) är en ort i Iran.   Den ligger i provinsen Västazarbaijan, i den nordvästra delen av landet, 500 km väster om huvudstaden Teheran. Zāvehkūh ligger 1 555 meter över havet och antalet invånare är 371.
Terrängen runt Zāvehkūh är huvudsakligen kuperad. Zāvehkūh ligger nere i en dal. Runt Zāvehkūh är det ganska glesbefolkat, med 50 invånare per kvadratkilometer. Närmaste större samhälle är Sīser, 15,4 km väster om Zāvehkūh. Trakten runt Zāvehkūh består i huvudsak av gräsmarker.